# Ruisseau de Chapy
Le ruisseau de Chapy est un ruisseau du massif du Jura, situé dans le département homonyme.

## Géographie
De 4,5 km de longueur, le ruisseau de Chapy nait d'une résurgence de l'émissaire du lac de Lamoura. Son cours est orienté dans un sens sud-ouest. Il passe à l'est du village de Septmoncel et descend en cascade dans les gorges du Flumen au niveau du Chapeau de Gendarme.